# Mazurivka, Tulciîn
Mazurivka (în ucraineană Мазурівка) este un sat în comuna Kînașiv din raionul Tulciîn, regiunea Vinnița, Ucraina.

## Demografie
Componența lingvistică a localității Mazurivka
     Ucraineană (97,91%)
     Rusă (1,94%)
     Alte limbi (0,15%)
Conform recensământului din 2001, majoritatea populației localității Mazurivka era vorbitoare de ucraineană (97,91%), existând în minoritate și vorbitori de rusă (1,94%).